# Locomotiva MÁV 335
Le locomotive MÁV 335 erano locomotive a vapore con tender per treni merci, di rodiggio 0-3-0, delle ferrovie ungheresi. 

## Storia
Le locomotive erano state costruite in buona parte dalle fabbriche di locomotive Sigl e Neustädter Lokomotivfabrik di Vienna e dalla MÁVAG di Budapest tra il 1868 e il 1878 per conto di varie compagnie ferroviarie esercenti le linee ferroviarie dell'Ungheria, allora parte dell'Impero austro-ungarico. 
Avevano locomotive del tipo la Ungarische Westbahn (Magyar Nyugoti Vasút, MNyV), la Ungarische Ostbahn (Magyar Keleti Vasút, MKV), la Erste Ungarisch-Galizische Eisenbahn (Első Magyar-Gácsoszági Vasút, EMGV), la Ungarische Nordostbahn (Magyar Eszakkeleti Vasút, MEKV) e la Eisenbahn Arad–Temesvá e ciascuna le aveva omologate nei gruppi, rispettivamente, MÁV III, MNyV 21–42, 46, MKV 41–69, EMGV III, MEKV 50–73 e ArTV I–VI. Il gruppo "335" era stato costituito nel 1911 accorpando le locomotive simili di tali compagnie ferroviarie. 
In seguito alla sconfitta e alla dissoluzione dell'impero austroungarico al termine della prima guerra mondiale il gruppo di locomotive venne ripartito tra vari stati per ripagare i danni di guerra. L'Italia ne ebbe assegnate 3 unità, prese in carico dalle Ferrovie dello Stato. Ebbero assegnate 53 locomotive le ferrovie rumene (CFR), 6 unità le nuove ferrovie cecoslovacche (CSD), 18 le jugoslave (SHS, linee slovene) e (JDŽ)infine due unità vennero consegnate alle ferrovie della Polonia (PKP). 
Le locomotive rimaste in servizio in Ungheria furono in tutto 66 di cui solo tre unità sopravvissero fino alla seconda guerra mondiale.